# Géraldine Muhlmann
Pour les articles homonymes, voir Muhlmann.
Géraldine Muhlmann, née le 12 janvier 1972 à Strasbourg, est une philosophe, socio-historienne, politologue, journaliste et animatrice de radio française.
Normalienne, agrégée de philosophie et de science politique, professeure des universités habilitée à diriger des recherches, elle est enseignante-chercheuse en science politique à l'université Paris-Panthéon-Assas.
Aussi diplômée en journalisme, elle travaille dans les médias : chroniqueuse pour des émissions de télévision, elle présente l'émission C politique sur France 5 en 2011-2012 ; à la radio, elle participe à des émissions traitant de l'actualité politique et, depuis la rentrée 2022, elle anime une émission consacrée à la philosophie sur France Culture : Avec philosophie.
Dans ses recherches et ses travaux, outre des manuels consacrés à l'histoire des idées politiques, à la liberté d'expression et aux droits des journalistes, Géraldine Muhlmann s'intéresse à la place et au rôle du journalisme en démocratie, ainsi qu'à l'évolution de la philosophie politique au tournant du XXIe siècle. Du journalisme, elle souligne l'importance en régime démocratique : agissant au cœur de l'espace public et s'adressant aux citoyens, le journaliste est celui qui rend compte des faits et qui met en forme le conflit des opinions en vue de favoriser le débat démocratique. Quant à la philosophie politique, elle critique les travaux de certains philosophes contemporains (comme Giorgio Agamben) qui réactivent une conception « théologico-politique » de la société.

## Biographie

### Origines
Née le 12 janvier 1972 à Strasbourg en Alsace, Géraldine Muhlmann est la fille de Jacques Muhlmann (né en 1932), un marchand de tapis strasbourgeois,, et de Michèle Muhlmann-Weill (née en 1939), une médecin anesthésiste qui a dirigé le SAMU de Strasbourg de 1983 à 1993 et qui a été une actrice importante de la prévention routière en France,. Elle a un frère cadet prénommé David.
En 2020, ses parents décèdent le même jour à Strasbourg dans deux hôpitaux différents,.

### Formations, titres et postes universitaires
Lauréate du concours général en philosophie en 1989,, Géraldine Muhlmann quitte le lycée Jean-Sturm de Strasbourg pour la khâgne du lycée Henri-IV à Paris avant d'entrer à l'École normale supérieure de Paris en 1992,,. Agrégée de philosophie en 1994, elle obtient en 1995 un diplôme de l'Institut d'études politiques de Paris section « Service public »,. Puis, en 1996, elle obtient un Master's Degree en journalisme à l'université de New York,.

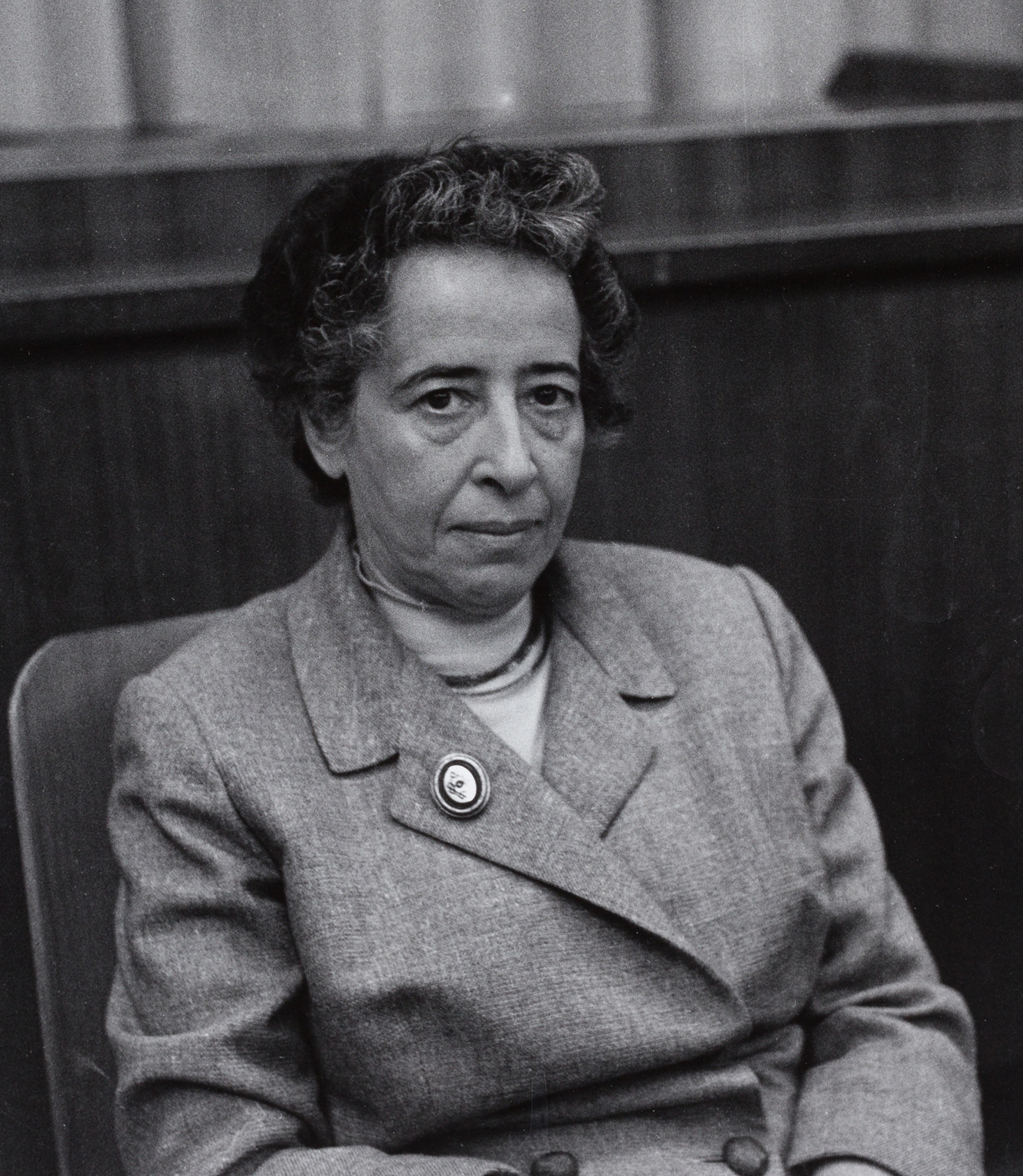
Portrait de la philosophe Hannah Arendt, réalisé par Barbara Niggl Radloff au 1er Kulturkritikerkongress à Munich en 1958.

Docteure en science politique en 2001 avec une thèse sur la place du journalisme en démocratie, sous la direction de Miguel Abensour, en 2003 elle devient agrégée de science politique et obtient un poste d'enseignante à l'université Paris XI,,. Enfin, elle est nommée professeure en science politique en 2006 à l'université Panthéon-Assas Paris 2,, rattachée au Centre d'études et de recherches de science administrative, où elle exerce actuellement,.

### Parcours intellectuel
En 1993, avec des élèves de l'ENS, Géraldine Muhlmann signe une pétition dénonçant les crimes serbes durant la guerre de Bosnie-Herzégovine.
Engagée à gauche,, elle participe à la campagne électorale de Lionel Jospin à l'élection présidentielle de 1995. Puis, de 1998 à 1999, elle est chargée de mission, correspondante société de l'information, au cabinet de Martine Aubry, alors ministre de l'Emploi et de la Solidarité,.
En octobre 2012, elle préside le jury des Assises internationales du journalisme, à Poitiers. Et à l'hiver 2018, elle est invitée aux Rencontres philosophiques de Monaco.
Membre des comités de rédaction des revues Tumultes et Pouvoirs, en 2017 elle participe à la fondation de la revue Prismes en compagnie de Miguel Abensour, Michèle Cohen-Halimi, Katia Genel, Anne Kupiec et Gilles Moutot,.
En 2020, elle fait partie des premières personnalités à répondre à l'appel de Laurent Joffrin ayant l'intention de lancer un mouvement pour la « refondation d’une gauche réaliste, réformiste ».

### Carrière dans les médias
Géraldine Muhlmann commence sa carrière dans les médias en 1996 après avoir obtenu son diplôme de journalisme à New York : elle collabore avec le journaliste américain Charlie Rose sur la chaîne de télévision publique américaine PBS,. Par la suite, après avoir obtenu son premier poste d'enseignante en France, elle travaille pour différentes émissions de télévision et de radio comme chroniqueuse, présentatrice ou animatrice à partir des années 2000.

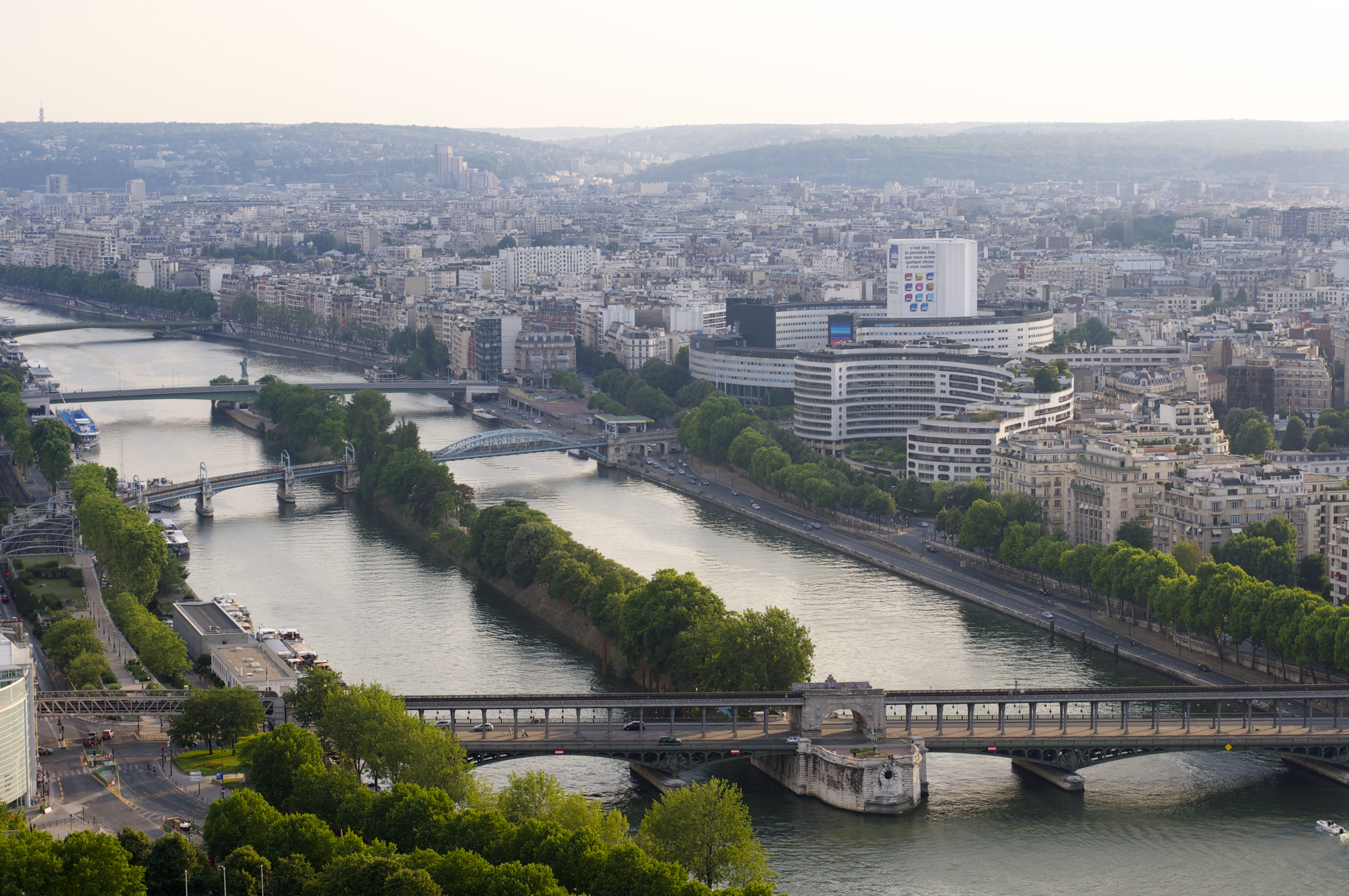
Photographie (prise depuis la Tour Eiffel à Paris) de la Maison de la Radio et de la Musique (le bâtiment circulaire), où se trouve le studio de l'émission Avec philosophie animée par Géraldine Muhlmann.

À la télévision française, Muhlmann commence par effectuer des piges pour le magazine Dis-moi tout sur M6 en 1996-1997. Puis, entre 2004 et 2008, elle participe à l'émission Le Bateau livre de Frédéric Ferney sur France 5 et, sur la même chaîne, elle présente Le Doc du Dimanche entre février et juin 2008,. Durant la saison 2007-2008, elle participe à l'émission Politiquement show sur LCI,. À partir d'octobre 2008, elle est aux commandes de l'émission d'actualité Cactus sur Paris Première jusqu'en 2010,. En janvier 2011, elle rejoint Guillaume Durand dans l'émission Face aux Français sur France 2 puis, la même année, elle remplace Nicolas Demorand (qui prend alors la direction du journal Libération) dans l'émission C politique sur France 5 à partir du dimanche 6 mars 2011 (elle est remplacée par Caroline Roux en septembre 2012). Toujours sur France 5, elle rejoint en 2014 l'émission de Franz-Olivier Giesbert Les Grandes Questions, aux côtés de Mazarine Pingeot et Éliette Abécassis,. Enfin, elle apparaît brièvement dans l'émission On n'est pas couché en 2019, sur France 2.
À la radio française, Muhlmann participe à l'émission On refait le monde sur RTL de 2003 à 2010 ; sur France Culture, elle participe aux émissions Le Rendez-vous des Politiques (2006-2007) et Les Matins de France Culture (septembre 2007-février 2008),. Enfin, à la rentrée 2017, elle rejoint Olivier Duhamel pour présenter Médiapolis sur Europe 1,.
Actuellement, et ce depuis la rentrée 2022, Géraldine Muhlmann anime et produit l'émission de France Culture dédiée à la philosophie : Avec philosophie,,,. Ce programme remplace l'émission Les Chemins de la philosophie produite par Adèle van Reeth durant onze années. Devenue directrice de France Inter, Adèle Van Reeth déclare qu'elle « souhaite le meilleur à cette nouvelle émission. »

### Vie privée
En 2009, Géraldine Muhlmann a eu un enfant (un garçon prénommé Simon) avec son compagnon, le journaliste Nicolas Poincaré,. Celui-ci, né à Nice le 31 mars 1962, est l'arrière-petit-fils du mathématicien, physicien et philosophe français Henri Poincaré (1854-1912)[source insuffisante], ainsi que l'arrière-petit-neveu du président de la République Raymond Poincaré (1860-1934). Il a aussi quatre enfants d'un mariage dissous, Antoine, Alice, Adèle et Clara[source insuffisante].

## Recherches et travaux

### La singularité du journalisme en démocratie
Géraldine Muhlmann s'intéresse au journalisme dans une double perspective : sur le plan philosophique, elle élabore une conception du journalisme comme « rassemblement conflictuel de la communauté démocratique » ; sur le plan politique, elle propose des « figures » du journalisme qui mettent en pratique ce rassemblement conflictuel.

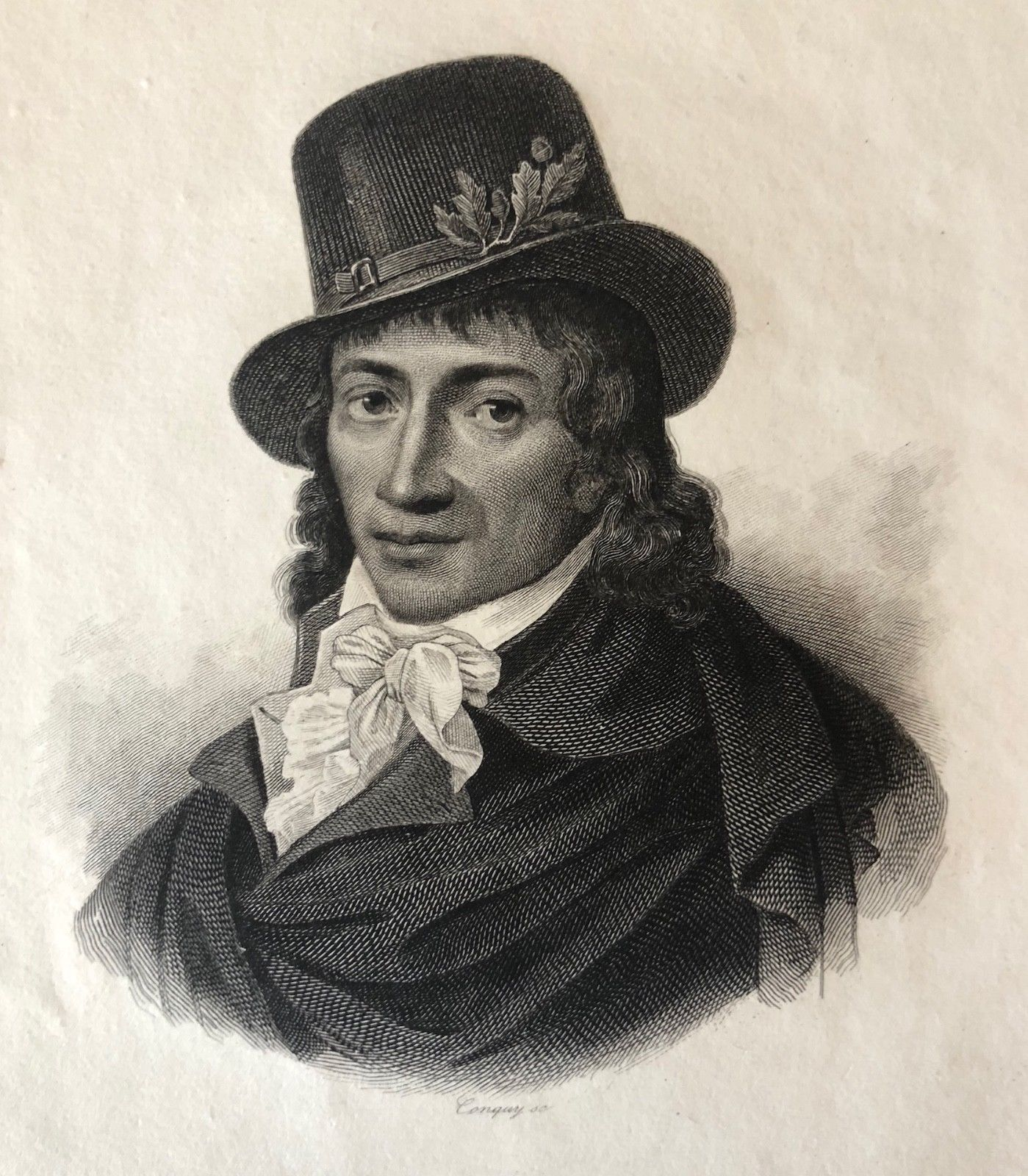
Gravure du journaliste et révolutionnaire français Camille Desmoulins.

Pour Muhlmann la démocratie moderne et le journalisme sont consubstantiels : ils apparaissent lors des périodes révolutionnaires qui secouent le XVIIIe siècle (Révolution américaine et Révolution française). Cette consubstantialité gît dans la nature (ou l'essence) de la démocratie : la conflictualité et l'unité. En effet, la démocratie est ce régime politique qui, visant l'unité de la communauté, reconnaît et place au cœur de la vie politique le conflit des opinions. Quant au journalisme il est cette activité qui, dans l'espace public démocratique, met en forme le conflit des opinions afin de questionner cette unité démocratique.
Par ses interventions (articles, chroniques, reportages, documentaires, entretiens, etc.), le journaliste sonde continuellement la vitalité de la démocratie : il soumet aux citoyens des faits et des évènements, des problèmes et des questions, qui interrogent l'unité de la communauté politique. Ainsi, par son travail incessant de publicisation des débats qui agitent la vie démocratique, le journaliste met en forme les différentes opinions politiques des diverses parties de l'opinion publique et, de la sorte, il procède au « rassemblement conflictuel de la communauté démocratique »,,.
Pour autant, rassembler la communauté n'équivaut pas à unifier les opinions. Aussi est-ce pourquoi Muhlmann conçoit des « figures » du journalisme à même d'entretenir le conflit démocratique : des journalistes « rassembleurs » et des journalistes « décentreurs »,,,. « Rassembleurs » et « décentreurs » sont deux idéaux-types du journalisme qui se distinguent par le regard qu'ils constituent sur le sujet qu'ils traitent. Concrètement : dans la mesure où pour contribuer au débat tout journaliste doit mettre en forme les opinions par l'écriture (c'est-à-dire en récit), tout journaliste compose (par cette mise en récit) une trame argumentative qui, tissant des faits et des opinions, permet de susciter le débat démocratique en choisissant soit de rassembler, soit de décentrer, le regard de la communauté politique sur le sujet abordé. Rassembler, c'est occasionner le conflit en s'appuyant sur les valeurs communes ; décentrer, c'est occasionner le conflit en questionnant les valeurs communes,,.

Figures du journalisme : des « rassembleurs »
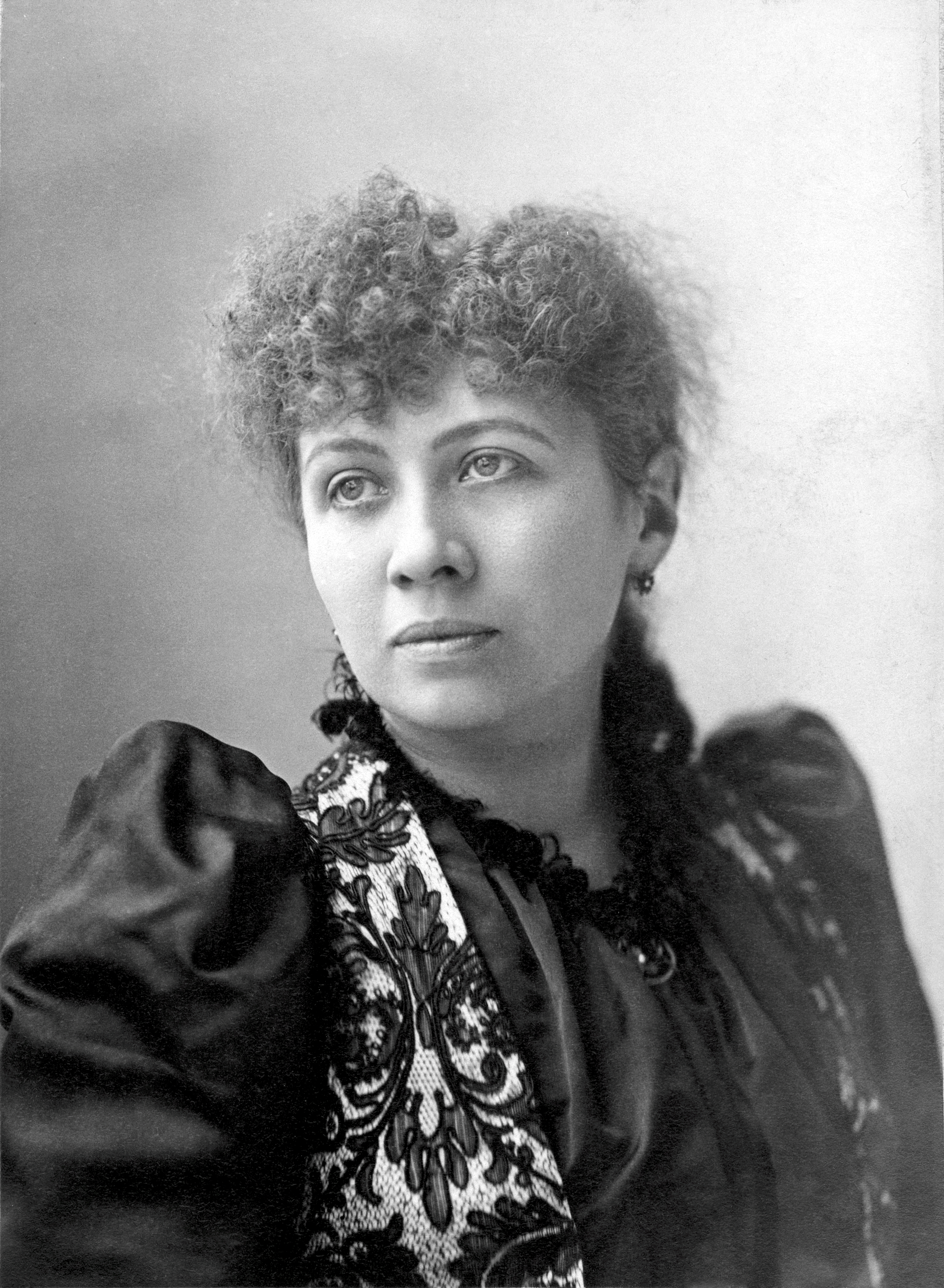
Séverine (1855-1929)
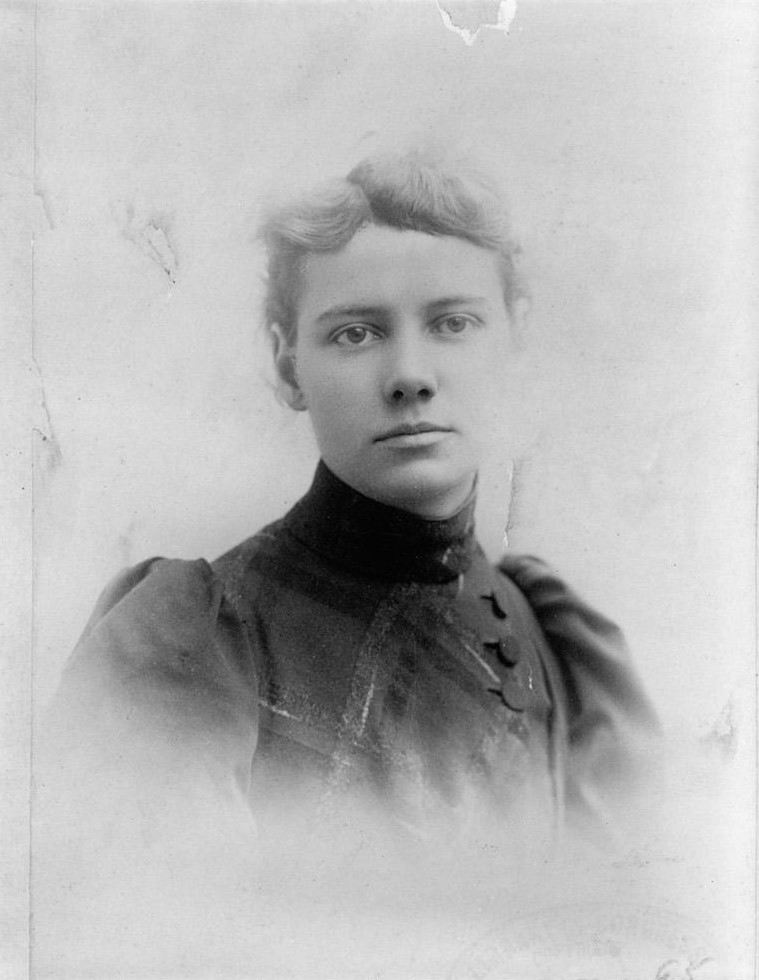
Nellie Bly (1864-1922)
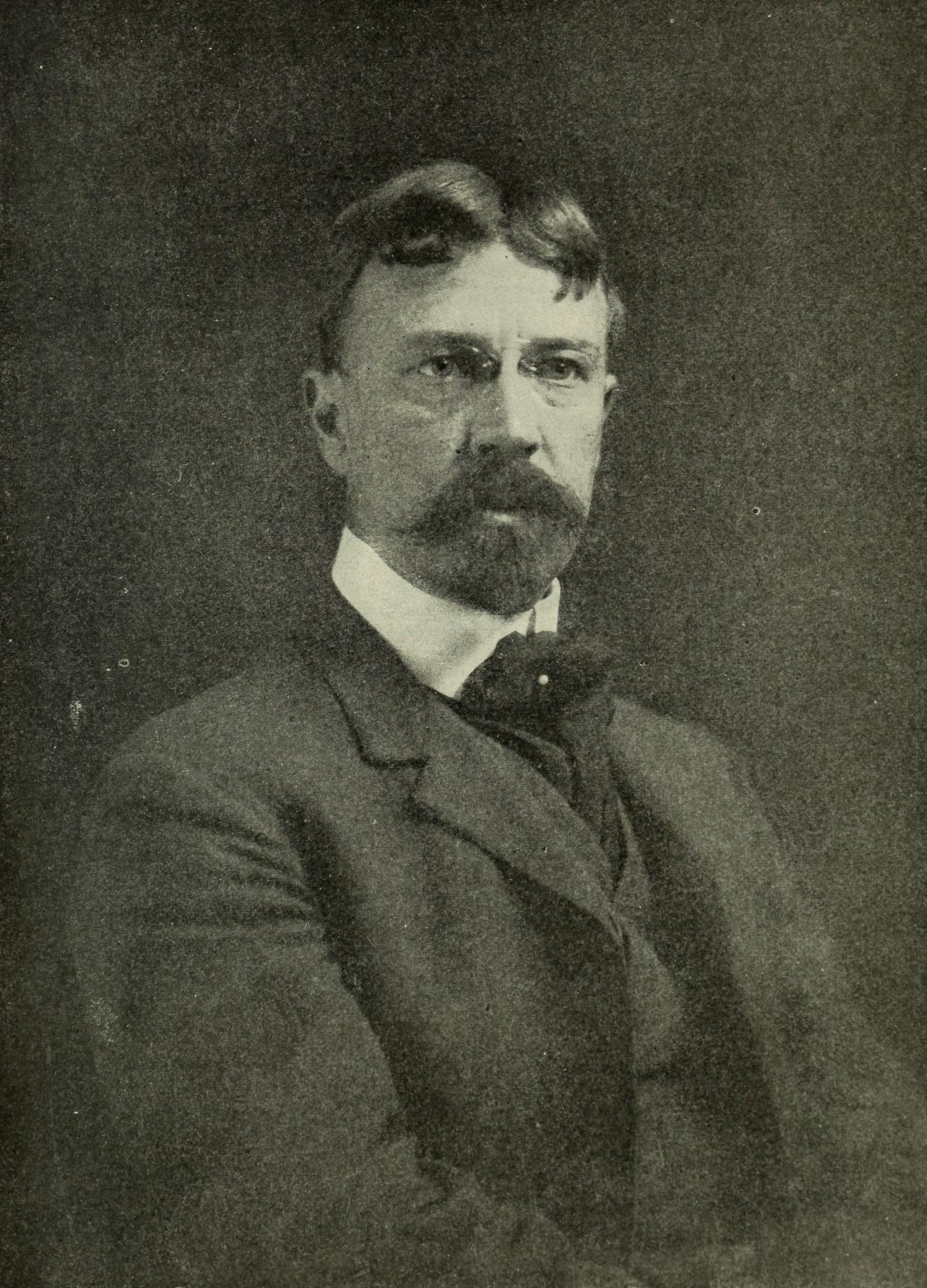
Lincoln Steffens (1866-1936)
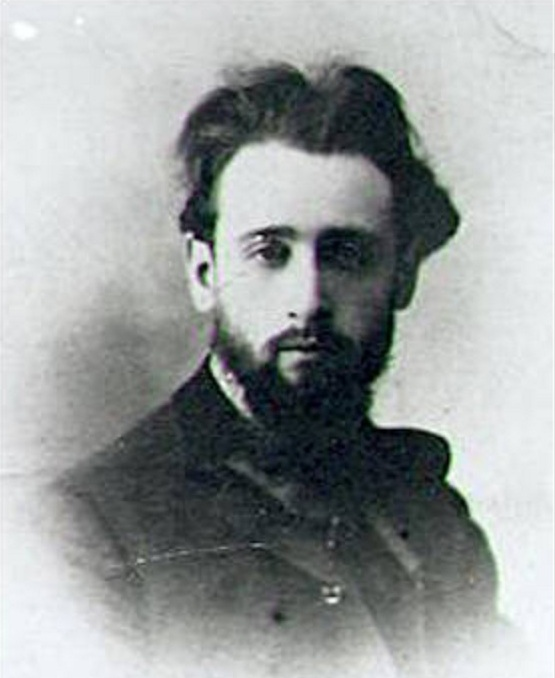
Albert Londres (1884-1932)
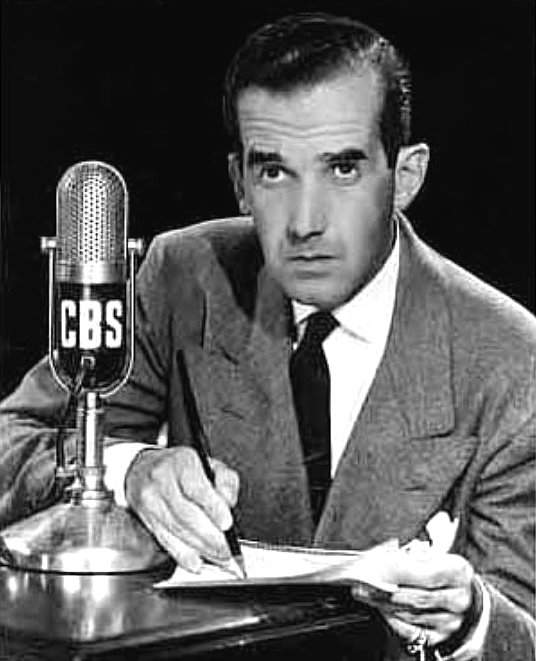
Edward R. Murrow (1908-1965)

Rassembler, c'est ce que fait Nellie Bly dans son reportage de 1887 où elle fait le récit des dix jours qu'elle a passés dans un asile de fous pour femmes, le Blackwell's Island Hospital à Roosevelt Island (New York, États-Unis). Selon Muhlmann, Bly constitue les lecteurs comme un « nous » (une communauté de regards) placés devant le fait problématique qu'elle dénonce : l'internement des femmes dans un asile insalubre. Pour constituer ce « nous » Bly s'appuie sur les valeurs communes des lecteurs, et elle compte sur l'indignation de ceux-ci afin d'améliorer les conditions d'internement de ces femmes. De la sorte, en rassemblant les lecteurs derrière cette cause commune, Nellie Bly met la communauté démocratique new-yorkaise à l'épreuve du secret entretenu par le Blackwell's Island Hospital au sein même de la société,.
Décentrer le regard, c'est ce que fait Seymour Hersh dans son reportage de 1969 où il fait le récit de son enquête sur William Calley, un jeune chef de peloton de l'armée américaine, dévoilant ainsi l'existence du massacre de Mỹ Lai au Viêt Nam. Selon Muhlmann, au lieu de constituer les lecteurs comme un « nous » placés devant des faits violents (un crime de guerre), Hersh choisit de placer les lecteurs à l'extérieur de ce « nous ». En fait, Hersh met chacun de ses lecteurs en position de soupçon face à ce que l'armée américaine présente comme une cause commune (la guerre du Viêt Nam), et ce afin de questionner les actions de l'armée. De la sorte, en décentrant le regard des lecteurs sur cette cause commune, Seymour Hersh met les principes politiques et éthiques de la communauté démocratique américaine à l'épreuve de son engagement dans la guerre du Viêt Nam,.

Figures du journalisme : des « décentreurs »
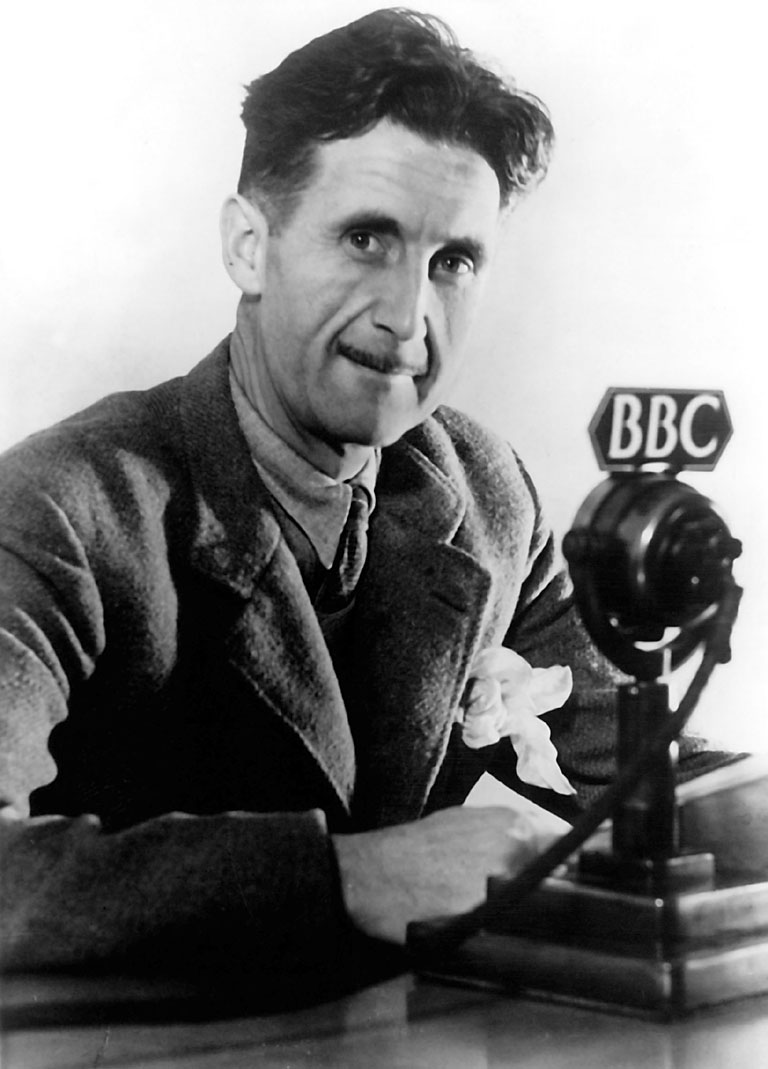
George Orwell (1903-1950)
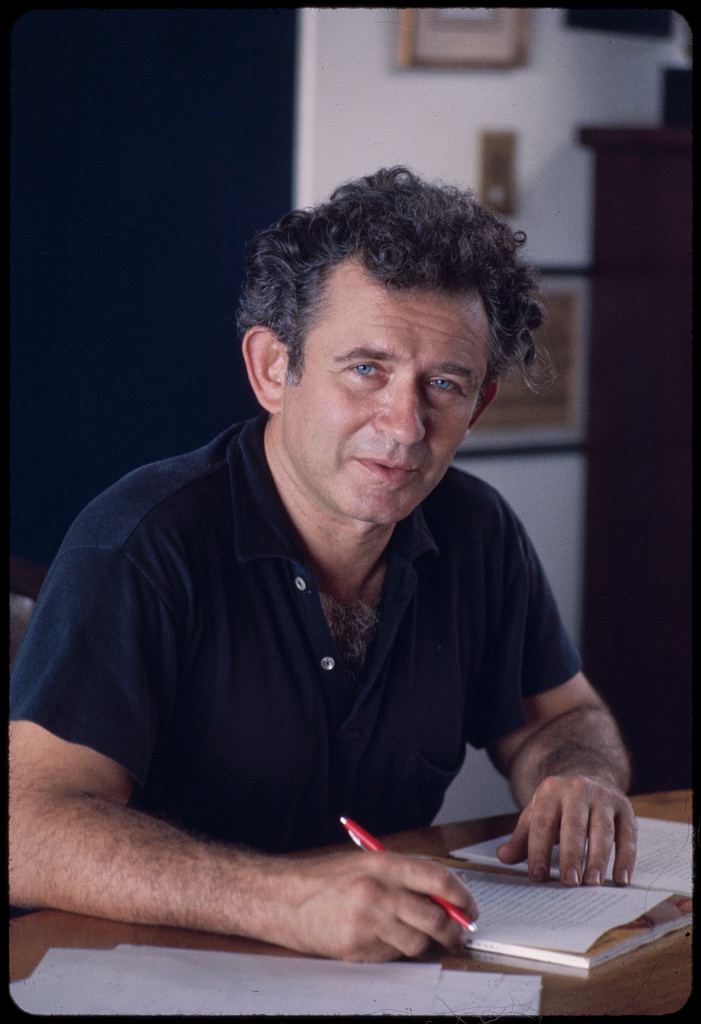
Norman Mailer (1923-2007)
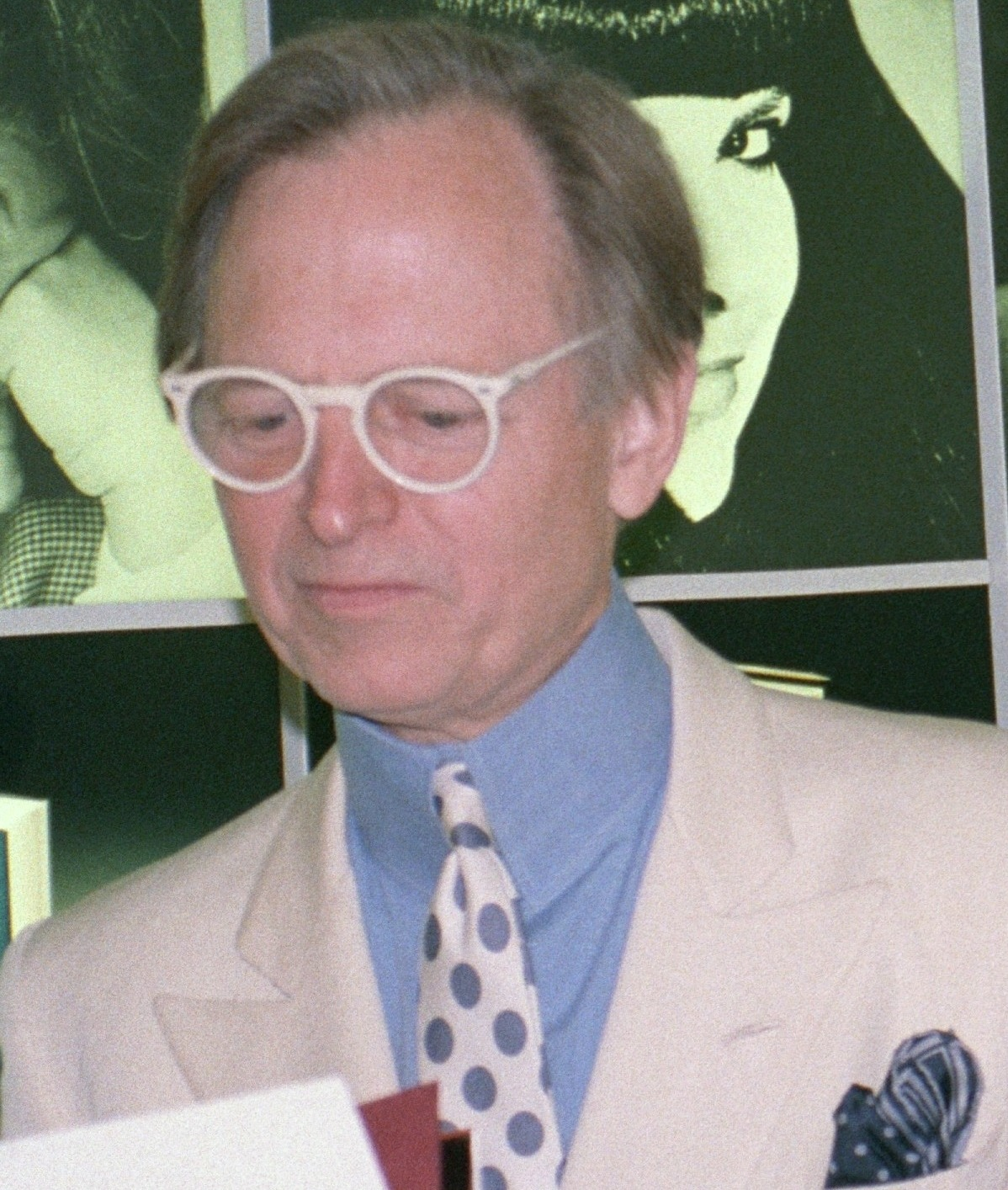
Tom Wolfe (1930-2018)
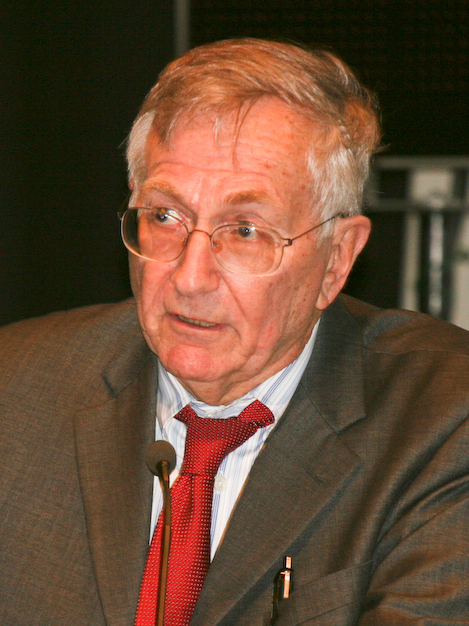
Seymour Hersh (1937-)
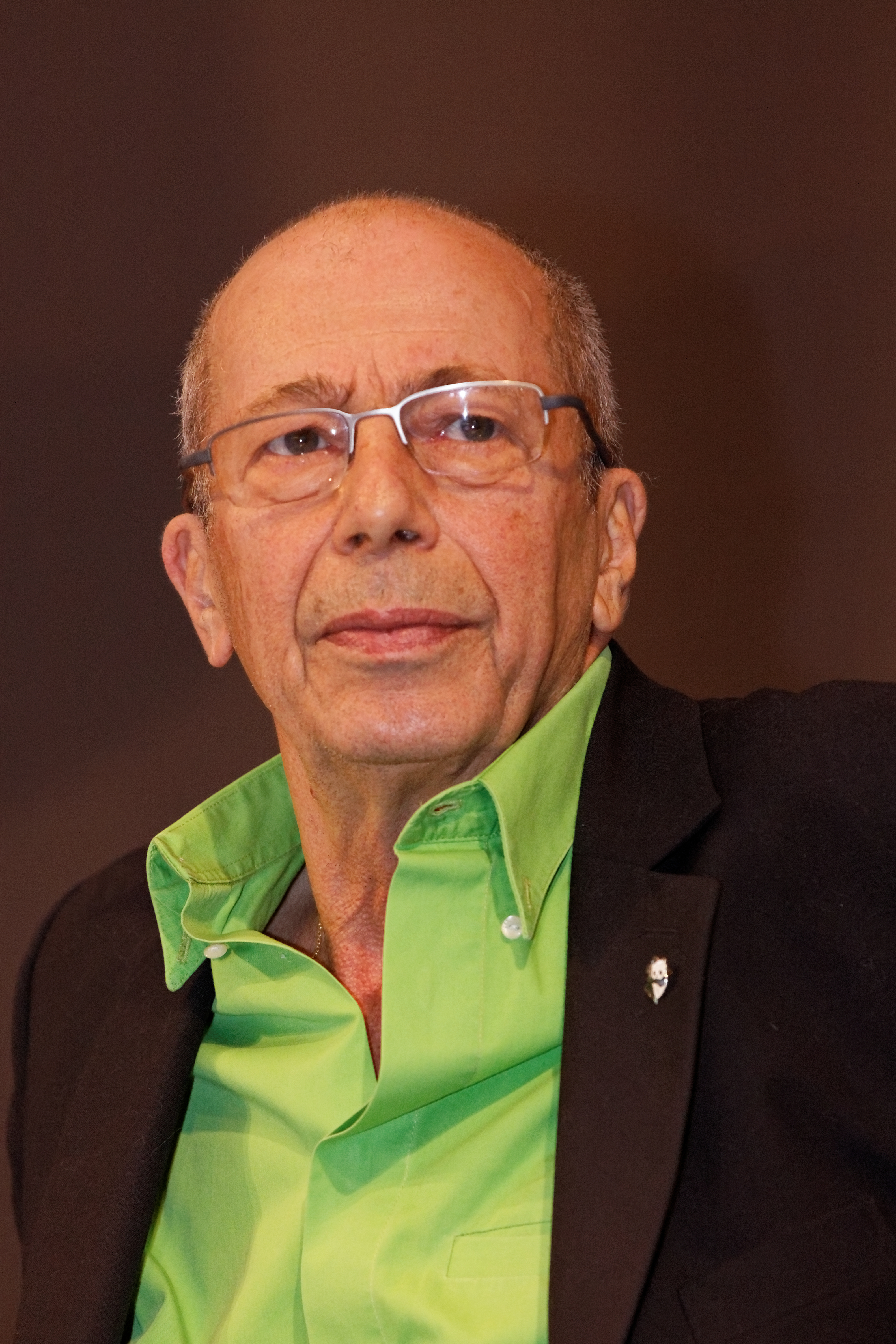
Marc Kravetz (1942-2022)

Pour finir, Géraldine Muhlmann attire l'attention sur une difficulté à laquelle le journalisme est confronté en ce début de XXIe siècle : la remise en cause des « vérités de fait ». Plus précisément : avec l'apparition des fake news et des faits alternatifs (la postvérité), le travail de reconstitution des faits réalisé par les journalistes lorsqu'ils couvrent l'actualité ou lorsqu'ils réalisent un reportage est contesté ; par suite, cela menace le « rassemblement conflictuel de la communauté démocratique » puisque l'exactitude des faits, qui permet l'ancrage du débat autour d'une réalité commune, n'est plus assurée,.

### Le retour du religieux en philosophie politique
Dans la philosophe politique contemporaine, Géraldine Muhlmann critique les travaux de certains philosophes comme Giorgio Agamben, Jürgen Habermas, Richard Rorty et Charles Taylor, parce qu'ils réactivent une conception « théologico-politique » de la société.
Par l'expression « théologico-politique », il faut comprendre que les philosophes critiqués par Muhlmann conçoivent des théories philosophiques où « la politique a un fond religieux »,. C'est-à-dire que, selon eux, les institutions et les concepts politiques de la modernité occidentale possèderaient un rapport essentiel au sacré : ces institutions et ces concepts ne seraient, en réalité, que des reformulations et des décalques d'institutions et de concepts religieux, à savoir des concepts théologiques sécularisés,,.

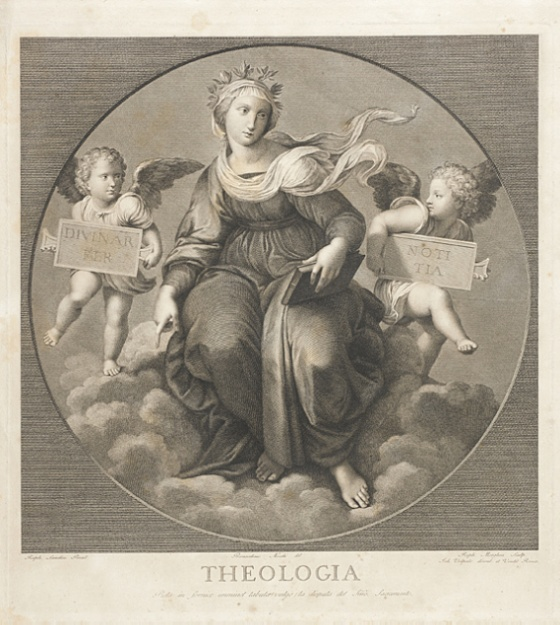
Gravure de Raffaello Morghen représentant une allégorie de la théologie. Intitulée Theologia (1781), cette œuvre est inspirée d'une fresque de Raphaël sur la voûte de la Chambre de la Signature (1511).

Muhlmann distingue trois conceptions du « théologico-politique ». La première conception, nommée « hyper-romantique », est due au philosophe pragmatiste américain Richard Rorty : le religieux est une substance émotionnelle qui procure un bien chez les individus qui l'éprouvent et qui, fondamentalement, structure et anime la société,. La deuxième conception, nommée « apocalyptico-messianique », est due au philosophe italien Giorgio Agamben : le religieux (autre nom de l'être) est plongé au cœur d'une histoire catastrophique dont la rédemption est annoncée par la biopolitique des États contemporains,. Enfin, nommée « vieil-hégélienne », la troisième conception est commune au philosophe canadien Charles Taylor et au philosophe allemand Jürgen Habermas : le religieux crée, assure et perpétue une vision unifiée et continue de l’histoire ; plus essentiellement, dans ce cadre général la religion chrétienne a le privilège de procurer un sens et une compréhension de la totalité de l'histoire humaine (aussi : chez Taylor le recours au religieux permet de pointer les faiblesses et les tares de l'athéisme, chez Habermas le recours au religieux permet de garantir l'intersubjectivité),.
Pour Géraldine Muhlmann, ces différentes conceptions du « théologico-politique » partagent les mêmes insuffisances théoriques : d'une part, le religieux n'est pas le principe moteur de l’histoire (autrement dit : le religieux n'indique pas le sens de l'histoire et le religieux ne peut pas rendre raison causalement du passé) ; d'autre part, le religieux n'est d'aucun secours pour penser la politique puisque, comme le montre Spinoza dans le Traité théologico-politique, sous le religieux il y a toujours du politique qui vise l'émancipation (autrement dit : le « théologico-politique » est par essence conservateur),.

## Réception et critiques
La réception et les critiques de l'œuvre de Géraldine Muhlmann concernent principalement ses recherches et ses travaux sur le journalisme (notamment son diptyque issu de sa thèse : Du journalisme en démocratie et Une histoire politique du journalisme).
D'un côté, le diptyque rédigé par Muhlmann est salué,,,. Ainsi, son approche et son interrogation philosophiques du journalisme en régime démocratique sont considérées comme originales,,. Aussi, est appréciée la façon dont elle aborde la problématique de la nécessaire critique des médias en démocratie,,.
D'un autre côté, son intérêt marqué pour certains types de journalistes (les reporters et les journalistes d'investigation), ainsi que sa prédilection pour l'École de Chicago et le new journalism,, sont pointés comme marquant des limites dans son analyse du journalisme tel qu'il existe effectivement : c'est-à-dire que Muhlmann ne retiendrait que des « grands noms du reportage » et que des « figures de légende » du journalisme pour appuyer sa démonstration. En outre, lui est reprochée son absence de considérations pour les conditions dans lesquelles se pratique réellement le journalisme (sociologie des médias, économie des médias,, configuration des médias, ou l'audience des médias).

## Œuvres

### Articles
- Géraldine Muhlmann, « Le comportement des agents de la “solution finale” : Hannah Arendt face à ses contradicteurs », Revue d'histoire de la Shoah, no 164,‎ 1998, p. 25-52 (lire en ligne)
- Géraldine Muhlmann, « Pensée et non-pensée selon H. Arendt et T. W. Adorno : Réflexions sur la question du mal », Tumultes, nos 17-18,‎ 2001-2002, p. 279-319 (lire en ligne)
- Géraldine Muhlmann, « Le gros mot de contre-pouvoir », Pouvoirs, no 119,‎ avril 2006, p. 55-70 (lire en ligne)
- Géraldine Muhlmann, « Les nouveaux défis médiatiques », Pouvoirs, no 166,‎ mars 2018, p. 97-114 (lire en ligne)

### Thèse
- [Muhlmann 2001] Géraldine Muhlmann, Le regard du journaliste en démocratie : Conditions et enjeux de 1880 à nos jours (Thèse de doctorat en Lettres, sciences humaines et sociales soutenue en 2001 sous la direction de Miguel Abensour, à l'Université Paris-Diderot), 2001 (présentation en ligne)

### Ouvrages
- [Muhlmann 2007] Géraldine Muhlmann (préf. Marc Kravetz), Une histoire politique du journalisme : XIXe-XXe siècle, Paris, Seuil, coll. « Points », 2007 (1re éd. 2004)
- [Muhlmann 2017] Géraldine Muhlmann, Du journalisme en démocratie : Essai (Préface inédite), Paris, Klincksieck, coll. « Critique de la politique », 2017 (1re éd. 2004)
- Géraldine Muhlmann, Histoire des idées politiques (Nouvelle édition refondue), Paris, PUF, coll. « Quadrige — Manuels », 2012 (1re éd. 1982)
- Géraldine Muhlmann (avec Emmanuel Decaux et Élisabeth Zoller), La liberté d'expression, Dalloz, coll. « À savoir », 2015
- [Muhlmann 2022] Géraldine Muhlmann, L'imposture du théologico-politique, Paris, Les Belles Lettres, 2022
- [Muhlmann 2023] Géraldine Muhlmann, Pour les faits, Paris, Les Belles Lettres, 2023

### Travail éditorial
- Miguel Abensour (dir.) et Géraldine Muhlmann (dir.), « L’École de Francfort : la Théorie Critique entre philosophie et sociologie », Tumultes, nos 17-18,‎ 2001-2002 (lire en ligne)
- Anne Kupiec (dir.), Martine Leibovici (dir.), Géraldine Muhlmann (dir.) et Étienne Tassin (dir.), Hannah Arendt. Crises de l'État-nation : Pensées alternatives, Paris, Sens & Tonka, 2007
- Robert E. Park, Le sociologue et le journaliste (Textes présentés par Géraldine Muhlmann, Edwy Plenel, Cécile Deniard), Paris, Seuil, coll. « Médiathèque », 2008
- Masao Maruyama (préf. Géraldine Muhlmann), Essais sur l'histoire de la pensée politique au Japon, Paris, Les Belles Lettres, coll. « Japon », 2018
- Katia Genel (dir.), Anne Kupiec (dir.) et Géraldine Muhlmann (dir.), « Volume 2 », Prismes. Théorie critique,‎ mai 2019